# 茨城交通茨大前営業所
茨城交通茨大前営業所は、茨城県水戸市袴塚に位置する茨城交通の営業所。
同社の本社に隣接している。

## 沿革
- 2024年（令和6年）4月6日 - 72系統（石塚車庫〜イオンモール水戸内原・内原駅線）を運行開始。[2]
- 2024年（令和6年）12月28日 - 72系統がサテライト水戸に乗り入れ開始。[3]

## 現行路線

### 一般路線
- 1：水戸駅 - 大工町 - 自由ヶ丘 - 新原 - 石川町 - 赤塚駅 - 河和田団地車庫
- 1：水戸駅 - 大工町 - 自由ヶ丘 - 新原 - 石川町 - 赤塚駅
- 2：渡里ゴルフセンター - 台渡里 - 茨大前 - 栄町 - 大工町 - 水戸駅
- 3：水戸駅 - 大工町 - 大内田 - 桜川西団地 - 桜川車庫
- 4：水戸駅 - 大工町 - 栄町 - 袴塚二丁目 - 前田 - 国田局前 - 戸村十文字 - 下江戸
- 5：水戸駅 - 大工町 - 東原二丁目 - 常磐小学校前 - 曙町 - 茨大前営業所
- 7：水戸駅 - 大工町 - 栄町 - 水戸女子高前 - 水高スクエア - 自由ヶ丘 - 新原 - 石川町 - 赤塚駅
- 7：水戸駅 - 大工町 - 栄町 - 水戸女子高前 - 水高スクエア
- 8：茨大前営業所 - 栄町 - 水戸駅 - 払沢 - 笠原 - 本郷 - 水戸駅 - 栄町 - 茨大前営業所
- 10：水戸駅 - 大工町 - 青少年会館 - 偕楽園・常磐神社前 - 神崎寺前 - 水戸駅
- 10K：水戸駅 - 南町 - 偕楽園 - 弘道館 - 水戸駅
- 11：茨大正門前 - 茨大前営業所 - 新原 - 自由ヶ丘 - 大工町 - 水戸駅
- 11：茨大前営業所 - 新原 - 自由ヶ丘 - 大工町 - 水戸駅
- 12：茨大前営業所 - 栄町 - 大工町 - 水戸駅
- 12：茨大前営業所 - 茨大正門前 - 栄町 - 大工町 - 水戸駅
- 12E：（特急）水戸駅 - 栄町一丁目 - 茨大正門前 - 茨大前営業所
- 19：茨大前営業所 - 茨大正門前 - 附属中前 - 曙町 - 新原三差路 - 石川町 - 赤塚駅
- 20：茨大前営業所 - 堀原小学校前 - 石川町 - 赤塚駅
- 22：水戸駅 - 栄町 - 茨大前 - 渡里農協前 - 開江 - 済生会病院 - 双葉台団地
- 23：水戸駅 - 大工町 - 自由ヶ丘 - 常磐大学前 - 御殿山団地 - 赤塚駅南口 - 河和田団地車庫
- 23：水戸駅 - 大工町 - 自由ヶ丘 - 常磐大学前 - 御殿山団地 - 赤塚駅南口
- 23E：（特急）水戸駅  - 自由ヶ丘 - 常磐大学前 - 御殿山団地 - 赤塚駅南口 - 河和田団地車庫
- 23E：（特急）水戸駅  - 自由ヶ丘 - 常磐大学前 - 御殿山団地 - 赤塚駅南口
- 23E：（特急）水戸駅  - 自由ヶ丘 - 常磐大学前
- 24：水戸駅 - 大工町 - 栄町 - 茨大前 - 五中前 - 石川三丁目 - 赤塚駅
- 24：茨大前営業所 - 五中前 - 石川三丁目 - 赤塚駅
- 26：水戸駅 - 青柳町 - 後台駅入口 - 那珂高校前 - 茨城女子短大前 - 水農前 - 木の倉 - 茨大前営業所
- 27：茨大前営業所 - 水戸女子高前 - 水高スクエア - 自由ヶ丘 - 新原 - 石川町 - 赤塚駅
- 31：水戸駅 - 大工町 - 自由ヶ丘 - 新原 - 赤塚駅 - 中丸 - 済生会病院 - 双葉台二丁目 - 双葉台五丁目
- 31：水戸駅 - 大工町 - 自由ヶ丘 - 新原 - 赤塚駅 - 中丸 - 済生会病院 - 双葉台二丁目
- 31：水戸駅 - 大工町 - 自由ヶ丘 - 新原 - 赤塚駅 - 中丸 - 済生会病院 - 双葉台五丁目
- 37：水戸駅 - 大工町 - 桜山 - 見川 - 清水 - 市民球場 - 桜ノ牧高校 - 水戸医療センター
- 38：水戸駅 - 大工町  - 桜山 - 市立競技場（ケーズデンキスタジアム水戸）
- 40：水戸駅 - 大工町 - 栄町 - 茨大前 - 台渡里 - 飯富局前 - 石塚車庫 - 常北高校入口
- 40：水戸駅 - 大工町 - 栄町 - 茨大前 - 台渡里 - 飯富局前 - 石塚車庫
- 41：水戸駅 - 大工町 - 栄町 - 茨大前 - 台渡里 - 成沢十文字 - 小松 - 石塚車庫
- 42：赤塚駅北口 - 双葉台二丁目 - 済生会病院 - 開江 - 谷津三差路 - 小松 - 石塚車庫
- 42：赤塚駅北口 - 双葉台二丁目 - 済生会病院 - 開江 - 谷津三差路 - サテライト水戸 - 小松 - 石塚車庫
- 42：赤塚駅北口 - 双葉台二丁目 - 済生会病院 - 開江 - 谷津三差路 - 小松 - 石塚車庫 - 桜ノ牧高校常北校
- 45：水戸駅 - 大工町 - 栄町 - 茨大前 - 台渡里 - 飯富局前 - 石塚車庫 - 阿波山十文字 - 野口車庫
- 50：茨大前営業所 - 栄町 - 大工町 - 水戸駅 - 三高下 - SC浜田前 - 塩ヶ崎 - 磯浜新道 - 大洗海岸 - アクアワールド大洗
- 53：茨大前営業所 - 栄町 - 大工町 - 水戸駅 - 本町 - 酒門 - 元石川団地 - 石川会館 - 常磐の杜北[4][5]
- 72：石塚車庫 - 小松 - サテライト水戸 - 谷津三差路 - イオンモール水戸内原 - 内原駅（土日祝日のみ運行）[2][3]
- 73：茨大前営業所 - 曙町 - 新原三差路 - 石川町 - 赤塚駅 - 中丸 - 双葉台団地 - イオンモール水戸内原
- 74：水戸駅 - 大工町 - 石川町 - 赤塚駅 - 杉崎十字路 - イオンモール水戸内原
- 74：大足 - 赤塚駅 - 石川町 - 大工町 - 水戸駅
- 81：水戸駅 - 大工町 - 自由ヶ丘 - 西原二丁目 - 東赤塚 - 赤塚駅
- 市内循環外回り：水戸駅 - 大工町 - 栄町二丁目 - 大成女子高前 - 水戸二高前 - 水戸駅
- 市内循環内回り：水戸駅 - 水戸二高前 - 大成女子高前 - 栄町二丁目 - 大工町 - 水戸駅
- 水戸駅 - 大工町 - 自由ヶ丘 - 新原 - 赤塚駅 - 大塚東 - 済生会病院 - 双葉台二丁目
- 赤塚駅南口 - 高天原団地 - 桜川車庫 - 桜ノ牧高校 - 水戸医療センター
- 水戸駅 - 南町角 - 公設市場 - 枝川 - 水戸駅
- 赤塚駅南口 - 桜ノ牧高校前 - 県庁バスターミナル
- 水戸駅 - （直行） - 水戸協同病院[4][6]

### 高速路線

#### 茨城 - 仙台・山形線
- 赤塚駅・水戸駅・勝田駅・日立駅・北茨城IC - 相馬ICバスターミナル・仙台駅・山交ビル
  - 2013年（平成25年）7月23日 - 運行開始
  - 2016年（平成28年）3月16日 - 赤塚駅 - 笠間ショッピングセンター間延伸[7]、笠間営業所に移管。
  - 2017年（平成29年）6月12日 - 内原駅発着に変更[8]、再び所管となる。
  - 2022年（令和4年）1月11日 - この日より当面の期間全便運休[9]。
  - 2023年（令和5年）8月1日 - この日より一部の便の運行を再開。赤塚駅発着、常磐道経由に変更[10]。
  - 2023年11月1日 - 仙台駅 - 山交ビル間延伸[11]。

#### 水戸 - 東京線（みと号）
- 赤塚ルート：水戸駅南口・水戸駅北口・赤塚駅 - 東京駅
- 県庁ルート：水戸駅南口・茨城県庁舎前 - 東京駅
  - 浜田営業所・JRバス関東・関東鉄道との共同運行[12]。

## 廃止路線・区間

### 一般路線
- 6：水戸駅 - 大工町 - 栄町 - 前田 - 柳河小 - 卸売市場 - 枝川 - 水戸駅 - 栄町 - 茨大前
- 42：水戸駅 - 大工町 - 栄町 - 茨大前 - 台渡里 - 開江 - 済生会病院入口 - 成沢十文字 - 小松 - 石塚車庫
- 43：水戸駅 - 大工町 - 栄町 - 茨大前 - 台渡里 - 飯富局前 - 石塚車庫 - 阿波山十文字 - 錫高野山崎
- 43：水戸駅 - 大工町 - 栄町 - 茨大前 - 台渡里 - 飯富局前 - 石塚車庫 - 圷支所前 - 十王堂
- 石塚車庫 - 小勝 - 塩子 - 岩下入口 - 鮎田 - 茂木駅
  - 2007年（平成19年）3月廃止。当路線は石塚車庫常駐の小型車が専属で運用されていた。
- 72：石塚車庫 - 小松 - 成沢十文字 - 済生会病院入口 - 双葉台二丁目 - イオンモール水戸内原
- 水戸駅 - 大工町 - 石川町 - 赤塚駅 - 上中妻小前 - 飯島
  - 1994年（平成6年）に東武鉄道笠間出張所から引継がれたのちに廃止。
- 51：茨大前営業所 - 栄町 - 大工町 - 水戸駅 - 竹隈町 - SC浜田前 - 塩ヶ崎 - 磯浜新道 - 大洗高校 - 夏海十文字 - 原子力機構前 - 鉾田駅
- 大洗駅 - 夏海十文字 - 原子力機構前 - 鉾田駅
  - 2009年（平成21年）9月に廃止された。大洗駅発着便はその後、2015年（平成27年）10月に行先を新鉾田駅に変更して運行を再開したが、乗客数の伸び悩みによって2018年（平成30年）9月30日に廃止された。
- 水戸駅 - 千波大橋 - 文化センター入口
  - 2018年（平成30年）9月30日廃止。
- 47：水戸藤が原ニュータウン西 → 台渡里 → 茨大前営業所
  - 浜田営業所主管路線の区間便。2023年10月23日廃止。[13]

### 高速路線

#### 水戸 - 東京線（みと号）
- 茨大ルート：水戸駅南口・水戸駅北口・茨大前 - 東京駅
  - 2023年（令和5年）2月10日廃止[14]。

## 車庫

### 石塚車庫
主に水戸駅と石塚車庫、野口車庫を結ぶ40・41・42・45系統を担当している。また水戸駅と下江戸を結ぶ4系統の一部も担当している。配置車両はすべて中型車である。

### 桜川車庫
鯉渕営業所と共同で使用している。茨大前営業所第2車庫が廃止された際、同所から多数の車両が転属した。
浜田営業所の車両も乗り入れてくる。

### 渡里車庫
主に同営業所所属の観光バス、特定車・スクールバスが常駐している。また水戸ホーリーホックの選手輸送バスも同車庫に夜間滞泊する。
なお、渡里車庫という名前の停留所は存在せず、渡里ゴルフセンターが最寄りの停留所で、2：渡里ゴルフセンター発着のバスがこの車庫を使用する。
また、渡里ゴルフセンターはもともと「茨交渡里ゴルフセンター」と称していた。